# Kim Vilfort
Kim Vilfort (ur. 15 listopada 1962 w Valby) – duński piłkarz grający na pozycji skrzydłowego pomocnika, rzadziej napastnika.
Jego pierwszym klubem było Skovlunde IF, zespół z ligi amatorskiej. W 1980 roku został ściągnięty przez Boldklubben Frem. Trzy lata później zadebiutował w seniorskiej reprezentacji Danii, a za następne dwa lata trafił na pół sezonu do Lille OSC i chociaż regularnie występował w pierwszym zespole, to wrócił do ojczystego kraju, ale do lokalnego rywala Fremu – Brøndby IF, aby wraz z nim rywalizować w Pucharze Mistrzów. Vilfort strzelił dwa gole w czterech spotkaniach, zanim jego klub został wyeliminowany w drugiej rundzie rozgrywek. W 1991 roku natomiast Brøndby IF dostało się aż do półfinału Pucharu UEFA, gdzie zostało jednak wyeliminowane przez Romę, a pomocnik został wybrany piłkarzem roku w Danii.
W 1992 roku został powołany na swoje drugie w karierze (w 1988 zagrał jeden mecz) Mistrzostwa Europy. Zagrał na tym turnieju cztery mecze i strzelił decydującą bramkę w finale z Niemcami. Wywalczenie trofeum mistrzowskiego z kadrą jest jego największym osiągnięciem w karierze piłkarskiej. Znalazł się także w kadrze na następne EURO, ale tam Dania została wyeliminowana już po fazie grupowej.
W barwach Brøndby IF, zanim w 1998 zakończył piłkarską karierę, siedem razy sięgał po mistrzostwo kraju, a trzy razy po Puchar Danii. Znajduje się na trzecim miejscu pod względem występów w tym klubie. Wyprzedzają go jedynie Bjarne Jensen i Per Nielsen. Ze 121 bramkami zdobytymi we wszystkich rozgrywkach, jest ponadto najlepszym strzelcem zespołu w historii.
Wystąpił w 77 meczach swojej reprezentacji, strzelił 14 bramek.